# Batalla de Lucena
La batalla de Lucena, también llamada batalla de Martín González, fue un hecho de armas en el que se enfrentaron fuerzas cristianas de la Corona de Castilla y musulmanas del Reino nazarí de Granada. Tuvo lugar el 21 de abril de 1483, en el transcurso de la guerra de Granada. Durante el mismo, las fuerzas cristianas capturaron e hicieron prisionero a Boabdil el Chico.

## Descripción
Se libró muy cerca de la ciudad de Lucena, en la provincia de Córdoba, Andalucía, España, al sur de la sierra de Aras. El origen de la batalla fue la pretensión de Boabdil el Chico de tomar Lucena y realizar una razia de castigo contra los cristianos, para emular la victoria que había conseguido su competidor, El Zagal, que derrotó a las fuerzas cristianas en la Axerquía. El Reino de Granada vivía en aquellos momentos un grave conflicto interno entre los partidarios del sultán Muley Hacén y los que apoyaban a su hijo Boabdil.
Boabdil puso sitio a Lucena el 20 de abril de 1483 con ayuda de su suegro Aliatar, alcaide de Loja, conocedor de las tierras del sur de Córdoba y gran adalid de los nazaríes en cuanto a razias contra los cristianos. La ciudad de Lucena estaba defendida por el alcaide de los donceles Diego Fernández de Córdoba y Arellano y el alcaide de Lucena, Hernando de Argote. El alcaide de los donceles encendió las almenaras de las torres vigías para pedir ayuda a su tío, el II conde de Cabra Diego Fernández de Córdoba y Carrillo de Albornoz, que acudió con su ejército desde la cercana Cabra. Boabdil dispuso su ejército en dirección noroeste para evitar ser cogidos por sorpresa por el ejército del conde; sin embargo, al ver que eran superados en número, se retiraron a las afueras de la ciudad, donde comenzó la batalla como tal.

### Captura de Boabdil
En el curso de la batalla, las fuerzas musulmanas huyeron en desbandada. Aliatar, suegro de Boabdil, murió en batalla y Boabdil intentó escapar, pero su caballo quedó atascado en el fango y tuvo que esconderse entre la vegetación. No obstante, un peón de infantería lo redujo y los soldados dedujeron que se trataba de alguien importante por su vestimenta, lo que hizo posible que los cristianos capturaran a Boabdil que fue llevado prisionero al castillo de Lucena.  Después del éxito,  el alcaide de los donceles y su tio el conde de Cabra, comenzaron una disputa para ver quién entregaba al prisionero a los Reyes Católicos. Tal fue la disputa, que Fernando el Católico ordenó que ambos lo llevaran a Porcuna donde fue encarcelado de nuevo en la torre del castillo, ahora conocida como Torre de Boabdil.
La vestimenta, zapatos y espadas jinetas de Boabdil fueron regaladas como obsequio por los Reyes Católicos al alcaide de los donceles y el conde de Cabra. Actualmente, todo el conjunto se conserva en el Museo del Ejército en Toledo.